# Anna (obwód woroneski)
Anna (ros. Анна) – osiedle typu miejskiego w Rosji, w obwodzie woroneskim, ośrodek administracyjny rejonu annińskiego. W 2010 liczyło 18 032 mieszkańców.

## Urodzeni
- Siemion Pieriewiortkin – radziecki generał.